# Попутная улица
Попу́тная у́лица (название присвоено 10 сентября 1984) — улица в Москве ЗАО районе Солнцево.

## Описание
Попутная улица находится между Наро-Фоминской улицей и улицей Богданова.

## Происхождение названия
Происхождение названия неизвестно. Ранее части улицы имели два названия — 1-я Окраинная улица и Первомайская улица.

## Транспорт

### Железнодорожный транспорт
- Станция Солнечная Киевского направления МЖД.

### Метро
- Станция метро Солнцево Солнцевской линии.

### Автобус
| 330: | Солнечная • Солнцево • Говорово • Озёрная • Юго-Западная                                                        |
| 707: | Саларьево • Солнцево • Солнечная                                                                                |
| 734: | Саларьево • Новопеределкино • Солнцево • Солнечная                                                              |
| 750: | Солнечная • Боровское шоссе • Новопеределкино • Рассказовка • Пыхтино • Толстопальцево • Посёлок Толстопальцево |
| 862: | Мещерская • Говорово • Солнцево • Солнечная                                                                     |
| 881: | Рассказовка • Град Московский                                                                                   |
| 950: | Солнечная • Боровское шоссе • Новопеределкино • Рассказовка • Пыхтино • Толстопальцево • Кокошкино              |
| Sk3: | Солнечная • Говорово • Мещерская • Сколково (ТМК)                                                               |

«→» — остановки проходятся только при движении в прямом направлении; «←» — остановки проходятся только при движении в обратном направлении.